# Trisomie Xq28
Die Trisomie Xq28 ist eine sehr seltene  angeborene, zu den Syndromalen X-chromosomalen geistigen Behinderung zählende Erkrankung mit den Hauptmerkmalen Geistige Behinderung, Hypotonie und wiederholte Infektionen.
Synonyme sind: Duplikation Xq, distal; MECP2-Duplikationssyndrom (veraltet); englisch Xq28 duplication syndrome, frühere Bezeichnungen: Intelligenzminderung, X-chromosomale, Typ Lubs; Lubs-Arena-Syndrom; X-chromosomale Intelligenzminderung-Hypotonie-rekurrente Infektionen-Syndrom
Die Erstbeschreibung stammt aus dem Jahre 1999 durch den US-amerikanischen Pädiater und Humangenetiker Herbert Lubs und Mitarbeitern.
Die Datenbank Orphanet führt zu Xq28 Duplikation
- Proximales Xq28-Duplikationssyndrom, Synonyme: MECP2-Duplikations-Syndrom; X-chromosomale Intelligenzminderung Typ Lubs[3]
- Distales Mikroduplikationssyndrom Xq28, Synonyme: Dup(X)q(28), distal; Int22h1/Int22h2-vermitteltes Mikroduplikationssyndrom Xq28; Trisomie Xq28, distale[4]

## Verbreitung
Die Häufigkeit wird mit unter 1 zu 1.000.000 angegeben, bislang wurde über mehr als 200 Betroffene berichtet. Die Vererbung erfolgt X-chromosomal.

## Ursache
Der Erkrankung liegen Genduplikationen des MECP2-Gen auf dem X-Chromosom Genort q28 zugrunde, welches für das Methyl-CpG-Binding Protein 2 kodiert.
Das MECP2-Gen ist u. a. noch bei folgenden Erkrankungen beteiligt:
- Rett-Syndrom
- Lindsay-Burn-Syndrom
- Neonatale schwere Enzephalopathie mit Mikrozephalie[9]

## Klinische Erscheinungen
Klinische Kriterien sind:
- Manifestation in der Neugeborenenzeit
- Vorzeitiger Verschluss der Fontanelle
- Gesichtsauffälligkeiten mit breitem, runden  Gesicht, Epikanthus, Veränderungen der Ohrmuscheln, Mikrostomie, spitze Nase
- Muskelhypotonie
- Entwicklungsverzögerung
- abnorme Genitalien
- Neigung zu Infektionen

## Diagnose
Die Diagnose basiert auf den klinischen Befunden und wird durch humangenetische Untersuchung gesichert.

## Differentialdiagnostik
Abzugrenzen sind das Prader-Willi-Syndrom und das ATR-X-Syndrom.

## Behandlung
Eine Behandlung kann nur symptombezogen und multidisziplinär erfolgen.

## Prognose
Gut die Hälfte der Betroffenen verstirbt, häufig infektionsbedingt bereits im Kleinkindesalter, vor Erreichen des 25. Lebensjahres.